# Platanaceae
Platanaceae is een botanische naam van een familie van bedektzadigen. Een dergelijke familie wordt algemeen erkend door systemen van plantensystematiek, en zo ook door het APG-systeem (1998). Een uitzondering is het APG II-systeem (2003) waar erkenning van de familie optioneel is: de planten mogen ook ingevoegd worden bij de familie Proteaceae.
De familie omvat slechts één genus, Platanus (geslacht Plataan), met zo'n tien soorten bomen.
Indertijd was de plaatsing door APG van deze familie in de orde Proteales opzienbarend aangezien de plataan weinig overeenstemming vertoont met de andere leden van deze orde, vooral niet met de planten in de familie Nelumbonaceae.
In het Cronquist systeem (1981) was de plaatsing in een orde Hamamelidales; dit is dezelfde plaatsing als in het Wettstein-systeem (1935).